# Вчора була брехня
«Вчора була брехня» (Yesterday Was a Lie) — неонуарний фільм 2008 року, сценарист і режисер Джеймс Кервін. Комерційний прокат фільму відбувся 2009 року.

## Про фільм
Жінка-слідчий Гойл, яка має схильність хильнути, знаходить дані і вирішує знайти генія-відлюдника, який може спотворити реальність.
Але її робота зазнає низки непередбачених поворотів — оскільки події навколо неї стають дедалі фрагментарнішими, роз'єднаними, сюрреалістичними. З єдиними союзниками — легковажною лаунж-співачкою та її вірним партнером, Гойл занурюється в темний світ інтриг і карколомних космологічних таємниць.
Переслідувана постійно присутньою тінню, з якою їй судилося мати справу, Гойл виявляє, що найпотужніша сила у Всесвіті — здатність викривляти реальність, пізнати правду. Вона криється в глибинах людського серця.

## Знімались
| Актор          | Роль              |
| -------------- | ----------------- |
| Кіплі Браун    | Гойл              |
| Чейз Мастерсон | співачка          |
| Джон Ньютон    | Дудаш             |
| Меган Геннінг  | студентка         |
| Пітер Мейг'ю   | Небіжчик          |
| Г. М. Вайнант  | меценат мистецтва |